# Lázně Kynžvart (stacja kolejowa)
Lázně Kynžvart – stacja kolejowa w miejscowości Lázně Kynžvart, w kraju karlowarskim, w Czechach. Znajduje się na wysokości 605 m n.p.m.
Jest zarządzana przez Správę železnic. Na stacji znajdują się kasy biletowe, na których istnieje możliwość zakupu biletów na wszystkie pociągi w tym międzynarodowe oraz rezerwacji miejsc.

## Linie kolejowe
- 170 Beroun - Plzeň - Cheb